# Decennio internazionale di promozione di una cultura della nonviolenza e della pace a profitto dei bambini del mondo
Il 10 novembre 1998 l'Assemblea generale delle Nazioni Unite ha proclamato il primo decennio del XXI secolo e del III millennio, gli anni dal 2001 al 2010, Decennio internazionale di promozione di una cultura della nonviolenza e della pace a profitto dei bambini del mondo.
Nel 2000 l'UNESCO è stata incaricata dall'ONU dell'animazione di questo Decennio all'interno dell'ONU e dei relazioni con gli altri organizzazioni interessate.

## Un decennio dell'ONU
Nel 2000, il programma d'azione dell'ONU per il decennio ha proposto otto campi d'azione nei quali è possibile lavorare per la promozione della cultura della Pace:
- Rinforzare una cultura di pace attraverso l'educazione.
- Promuovere lo sviluppo economico e sociale durevole.
- Promuovere il rispetto di tutti i diritti dell'uomo.
- Assicurare l'uguaglianza tra le donne e gli uomini.
- Favorire la partecipazione democratica.
- Sviluppare la comprensione, la tolleranza e la solidarietà.
- Sostenere la comunicazione partecipativa e la libera circolazione dell'informazione e delle conoscenze.
- Promuovere la pace e la sicurezza internazionali.

Nell'ambito di questo Decennio, l'anno 2009 è stato dichiarato dall'ONU Anno della riconciliazione.

## Le ONG
Dal 2001 sono stati creati in alcuni paesi dei coordinamenti nazionali di ONG per promuovere questo decennio. È il caso, per esempio, di Francia, Austria, Paesi Bassi o Italia.
Questi coordinamenti nazionali, spesso composti da associazioni che hanno lanciato l'idea del decennio, hanno sentito la necessità di creare un Coordinamento internazionale. In collaborazione con un certo numero di organizzazioni internazionali, quattro coordinamenti nazionali hanno fondato nel giugno 2003 il Coordinamento internazionale per il Decennio della Cultura della non violenza e della pace.